# Друга франко-дагомейська війна
Друга франко-дагомейська війна, яка вирувала з 1892 по 1894 роки, була великим конфліктом між Францією, очолюваною генералом Альфредом Доддсом, і Дагомеєю на чолі з королем Беганзіном. Французи здобули перемогу та включили Дагомею до своєї зростаючої колоніальної території Французька Західна Африка.

## Передісторія
У 1890 році королівство Дагомея і Третя Французька Республіка вступили у війну, яку запам'ятали як Перша франко-дагомейська війна за права на певні території, зокрема в долині Уеме. Результатами війни стало відведення африканцями своїх військ і підписання договору, який приймав на всі вимоги Франції. Однак Дагомея залишалася потужною силою в цьому регіоні та швидко переозброїлася сучасною зброєю в очікуванні другого, вирішального конфлікту.

## Casus belli

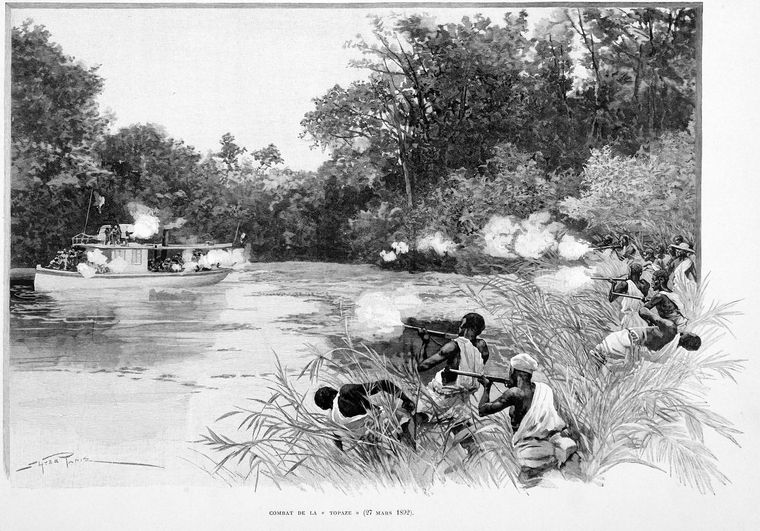
Воїни Дагомеї стріляють у канонерський човен «Топаз».

Після переозброєння та перегрупування Дагомея почала набіги на Веме, за яке воювали під час першої війни з Францією. Віктор Балло, французький резидент у Порто-Ново, був відправлений на канонерському човні вверх по річці для розслідування. Його корабель був атакований і був змушений відплисти з п'ятьма пораненими в результаті інциденту. Король Беганзін відхилив скарги французів, і французи негайно оголосили війну.

## Підготовка до війни
Французи доручили військові дії проти Дагомеї Альфреду-Амеді Доддсу, полковнику із Сенегалу. Полковник Доддс прибув із силою у 2164 чоловіки, включаючи іноземних легіонерів, морську піхоту, інженерів, артилерію та сенегальську кавалерію, відомих як спахі, а також довірених тіральєрів. Ці сили були озброєні новою гвинтівкою Лебеля, яка мала стати вирішальною в майбутній битві. Французький протекторат, королівство Порто-Ново, також додало близько 2 600 військових, щоб допомогти в битві.
До початку другої війни у Дагомеї було накопичено від 4000 до 6000 гвинтівок, включаючи карабіни Mannlicher і Winchester. Вони були придбані у німецьких купців через порт Уїда. Король Беганзін також придбав кілька кулеметів і гармат Круппи, але невідомо (і малоймовірно), щоб вони колись були використані.

## Бойові дії
15 червня 1892 року французи блокували узбережжя Дагомеї, щоб запобігти подальшому продажу зброї. Потім, 4 липня, з французьких канонерських човнів пролунали перші постріли війни, обстрілявши кілька сіл у нижній частині долини Уеме. Ретельно організована французька армія почала рухатися вглиб країни в середині серпня до свого кінцевого пункту призначення — столиці Дагомеї міста Абомей.

### Битва при Догбі
Французькі сили вторгнення зібралися в селі Догба 14 вересня, 80 км. вище по річці на кордоні Дагомеї та Порто-Ново. Близько 5:00 ранку 19 вересня на французькі війська напала армія Дагомеї. АФриканці припинили атаку після трьох-чотирьох годин безжальних боїв. Сотні дагомейців загинули на полі, а французькі війська мали лише п'ятеро вбитих.

### Битва при Погессі
Французькі війська просунулися ще на 24 км. вгору за течією, перш ніж повернути на захід у напрямку Абомея. 4 жовтня французька колона була атакована в Погессі (також відома як Покісса або Кпокісса) силами під командуванням самого короля Беганзіна. Африканці влаштували кілька запеклих атак протягом двох-трьох годин, і всі вони не вдалися. Армія Дагомеї залишила поле, зазнавши поразки і втративши близько 200 солдатів. Французи мали лише 42 втрати. Дагомейські амазонки також були помітними в битві.

### Похід до Абомея

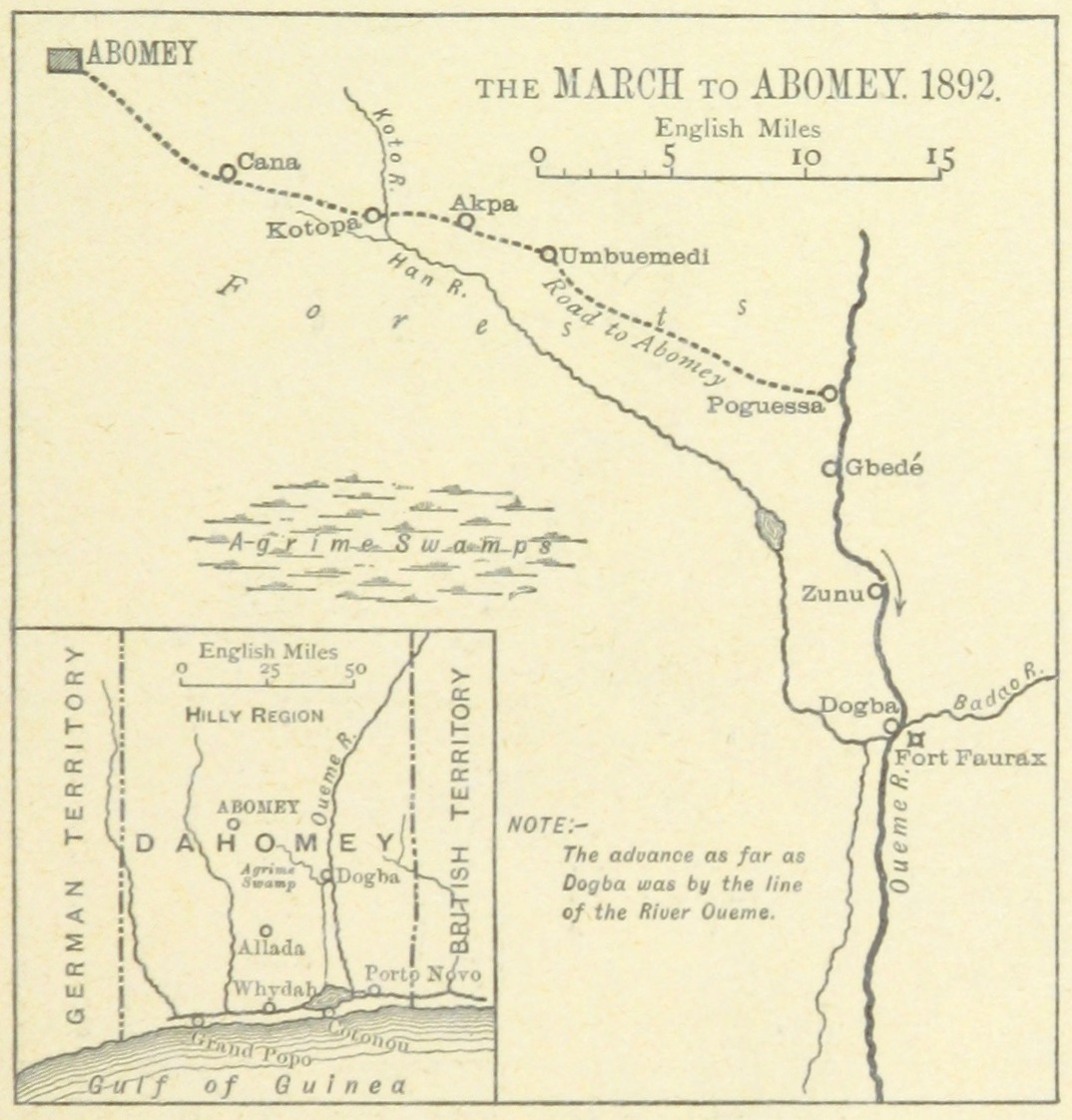
Французький шлях до Абомея.

Після поразки при Погессі дагомейці вдалися до партизанської тактики, а не до бойових дій. Французьким силам вторгнення знадобився місяць, щоб пройти 40 км. між Погессою та останньою великою битвою в Кані неподалік від Абомея.

### Битва при Адегоні
6 жовтня французи знову зіткнулися з ворогом у селі Адегон. Дагомейці знову атакували погано, втративши 86 солдатів та 417 амазонок. Французи втратили шістьох убитими і 32 пораненими. Французька багнетна атака завдала вагомих втрат Дагомеї. Битва стала переломним моментом для Дагомеї: королівський двір втратив надію. Битва також була важливою, оскільки було втрачено більшу частину амазонського корпусу Дагомеї.

### Облога Акпи
Французька колона змогла пройти ще 24 км. у напрямку Абомея після Адегона, розмістивши бівуак біля села Акпа. З моменту прибуття на них щодня нападали. Від прибуття французів до 14 жовтня амазонки Дагомеї були відсутні. 15 жовтня було помічено, що деякі жінки були присутні на передовій дагомейських сил, які зазнали поразки після багнетної атаки батальйону Легіону. Повідомлялося, що амазонка вистрілила командиру батальйону з близької відстані в груди в якийсь момент, перш ніж вогонь із секції Легіону «знищив увесь ряд» дагомейської піхоти, яку очолювала амазонка. Отримавши поповнення, французи залишили Акпу 26 жовтня, прямуючи до села Котопа.

## Поразка Дагомеї

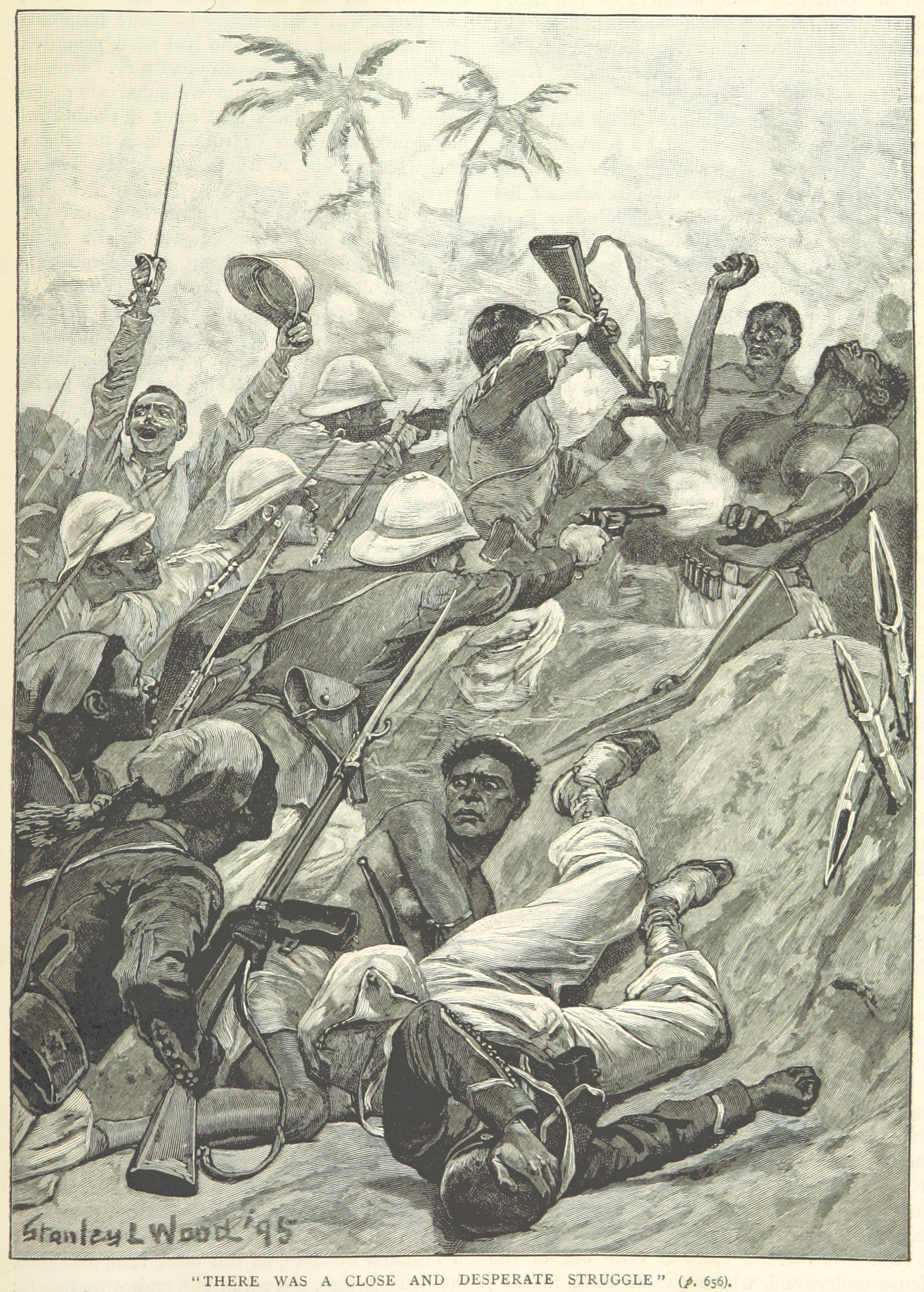
Рукопашний бій у Котопі (з британської книги)

З 26 по 27 жовтня французи билися з дагомейськими силами в Котопі та інших місцях, перетинаючи лінії ворожих окопів. Багнетні атаки були вирішальним фактором майже в усіх боях. Схильність африканців до рукопашного бою залишила їх у невигідному становищі проти французьких багнетів, які легко перемагали мечі та мачете Дагомеї. За повідомленнями французів, амазонки билися найзапекліше, вириваючись зі своїх окопів, але безрезультатно.

### Битва при Кані
З 2 по 4 листопада французька і дагомейська армії билися на підступах до Кани. До цього часу армія Беганзіна налічувала не більше 1500 чоловік, включаючи рабів і помилуваних каторжників. 3 листопада король скерував атаку на французький бівуак. Амазонки, здавалося, становили більшу частину війська. Після чотирьох годин відчайдушного бою армія Дагомеї відступила. Бої тривали до наступного дня.
Останній бій у районі Кани відбувався біля королівського палацу. Спеціальні загони амазонок використовувалися для нападів на французьких офіцерів. Після битви, що тривала весь день, штикова атака французів перемогла дагомейців.

## Кінець війни

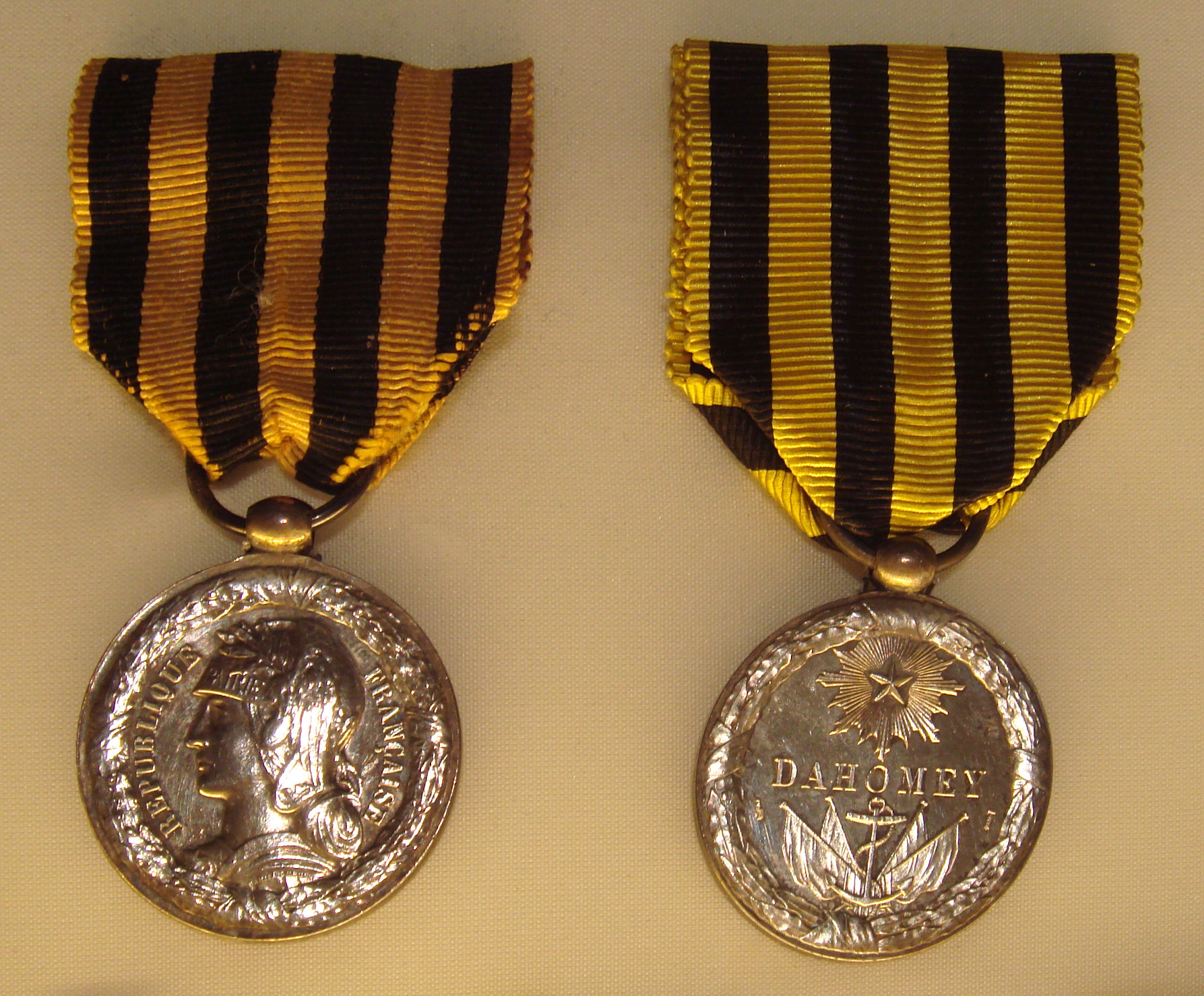
Французька Медаль Дагомейської кампанії.

5 листопада Дагомея надіслала французам місію з перемир'ям, а наступного дня французи увійшли в Кану. Проте мирна місія провалилася, і 16 листопада французька армія рушила на Абомей. Король Бнгансін, відмовляючись дозволити столиці потрапити в руки ворога, спалив і евакуював місто. Він і залишки дагомейської армії втекли на північ, коли французи увійшли до столиці 17 листопада. французький триколор було піднято над палацом Сінгбоджі, яка пережила пожежу й залишається на території сучасного Беніну донині.
Король Дагомеї втік до Атчерібе, що на 48 км. на північ від столиці. Були спроби відновити армію та її корпус амазонок, поки французи не обрали брата Беганзіна, Гутчілі, новим королем. 15 січня 1894 року король Беганзін здався французам і був засланий на Мартиніку.. Війна офіційно закінчилася.